# Arco del Cristo
El arco del Cristo, puerta del Concejo o puerta del Río es una puerta monumental de la ciudad española de Cáceres, que da acceso al barrio de Intramuros a través de la pared oriental de su muralla. Es la puerta más antigua de la ciudad y uno de los pocos restos que se conservan de la antigua colonia romana Norba Caesarina: fue construida con grandes sillares romanos datados en el siglo I.
Está formada por dos arcos de medio punto que hacen un túnel en la muralla. Sobre el arco interior hay desde principios del siglo XIX una hornacina cubierta con un cuadro de Cristo, del cual recibe el nombre de "arco del Cristo".
El nombre de "Puerta del Río" lo recibe porque en el otro lado de la muralla se ubica el valle del arroyo del Marco. La torre del Río, uno de los torreones que la defendían, se mantiene en pie junto a la puerta. Conserva sillares romanos y en la antigüedad fue la puerta del cardo de la colonia Norba Caesarina, siendo este arco probablemente la puerta de entrada del ramal que llevaba a la Vía de la Plata en dirección a Augusta Emerita.
En cuanto al nombre de "Puerta del Concejo", este tiene su origen por el siglo XV cuando, casi a los pies de este arco, pegado al arroyo del Marco, se construyó una gran fuente que se convirtió en punto de encuentro de los ciudadanos cacereños. Tal fue la importancia de la misma, que en ella se hacían las reuniones del Concejo y de ahí el nombre de la fuente, Fuente Concejo, y del arco o puerta que desde la muralla, daba acceso a la misma.